# 6º Reggimento alpini
Il 6º Reggimento alpini è un reparto dell'Esercito Italiano con sede principale a Brunico, ma anche a San Candido in Alto Adige. 
La festa del corpo si celebra il 10 giugno, in ricordo della data del 1917, quando i battaglioni del reggimento combatterono la famosa battaglia sul monte Ortigara.

## Storia
In data 1º novembre 1882, a Conegliano, viene costituito il 6º Reggimento Alpini al comando del colonnello Nicola Heusch. Il reggimento, inizialmente ordinato sui battaglioni "Val d'Orco", "Val d'Aosta" e "Val Tagliamento", nel 1886 inquadra i battaglioni: "Verona", "Vicenza", "Bassano", "Pieve di Cadore" e "Gemona".
Nel 1885-86 il 6º Reggimento contribuisce alla campagna di Eritrea, fornendo uomini per la 4ª Compagnia del 1º Btg. alpini d'Africa.

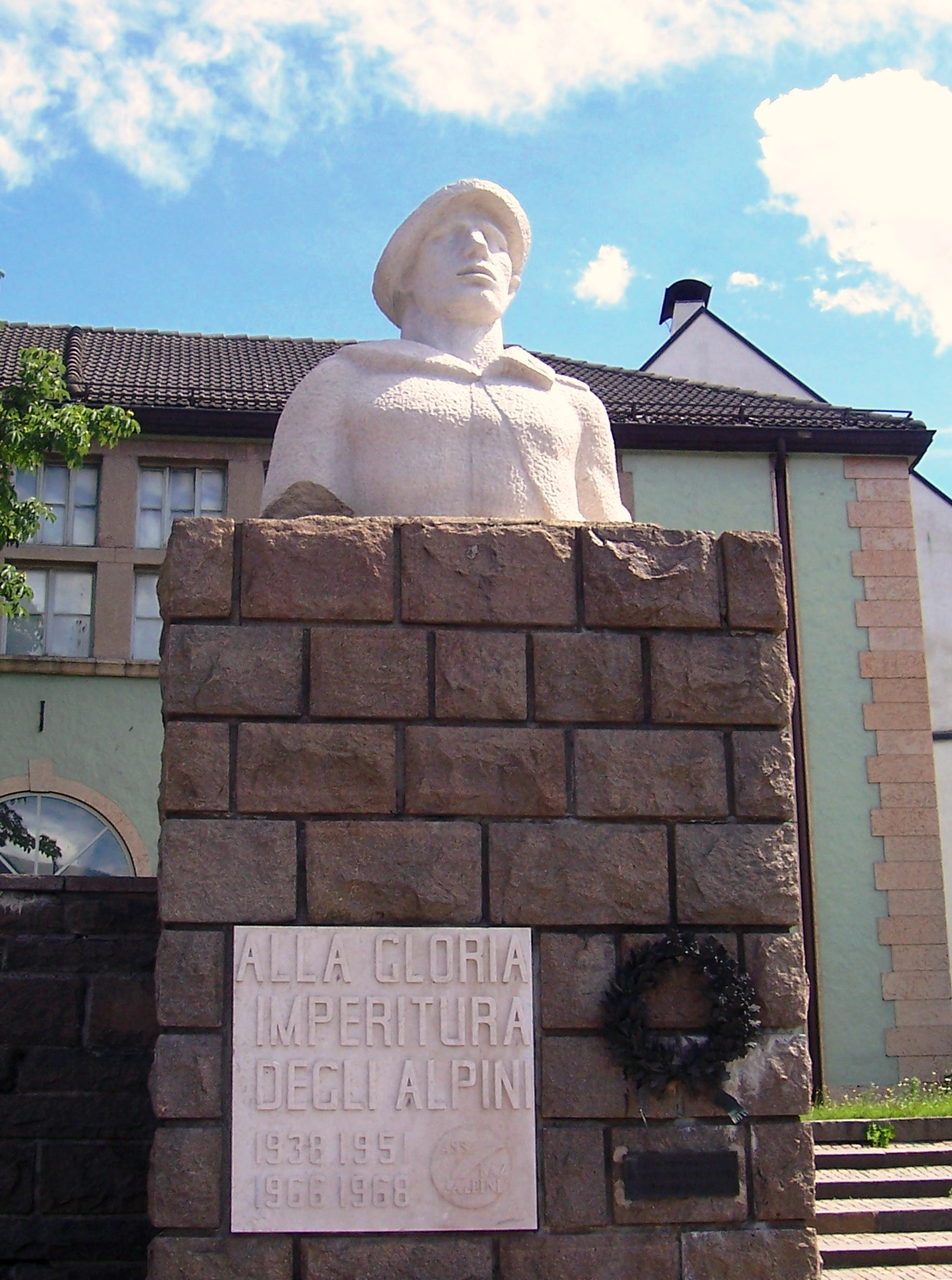
I resti del monumento all'Alpino a Brunico

Nel 1887 cede al neo costituito 7º alpini i battaglioni "Pieve di Cadore" e "Gemona" rimanendo ordinato sui battaglioni "Verona", "Vicenza" e "Bassano". 
Dall'8 settembre 1900 vi presta servizio il Sottotenente Armando Armani futuro Capo di stato maggiore dell'Aeronautica Militare.
Nell'ambito del Terremoto di Messina del 1908 partecipa alle operazioni di soccorso alla popolazione di Messina e Soriano Calabro (Armani venne insignito della Medaglia d'argento al valor civile) colpite dal terremoto che ha colpito l'area Calabro sicula.
Tra il 1911 e il 1912 il 6° partecipa alla guerra italo-turca con il battaglione "Verona" (il Tenente Armani riceve la medaglia d'argento e quella di bronzo) e successivamente combatte valorosamente sui campi di battaglia della prima guerra mondiale con i battaglioni permanenti: "Verona", "Vicenza", "Bassano", i battaglioni di Milizia Mobile: "Monte Baldo", "Monte Berico", "Sette Comuni" e i battaglioni di Milizia Territoriale: "Val d’Adige", "Val Leogra" "Val Brenta", "Monte Pasubio".
Nel 1921, a seguito di un riordinamento, viene inquadrato nella 2ª Divisione Alpina, che diviene nel 1923 Raggruppamento Alpini ed infine nel 1926 Brigata Alpina.
Nel 1935 il 6º reggimento alpini, passa alle dipendenze della Divisione Tridentina (la 2ª), assieme al 5º Reggimento Alpini ed al 2º Reggimento Artiglieria da montagna. Nel 1936 il Battaglione "Trento" viene ceduto all'11º Reggimento Alpini inquadrato nella 5ª Divisione alpina "Pusteria".
Dal 1940 al 1943 il Reggimento impiega i battaglioni "Vestone", "Verona" e "Val Chiese" nella seconda guerra mondiale, combattendo con la Divisione Tridentina sul fronte greco-albanese e nella campagna italiana di Russia, nella grande unità appositamente costituita (ARMIR).
Nel 1943 fa rientro in Italia, precisamente a Fortezza in Alto Adige dove, con l'impiego anche di reparti della Guardia alla Frontiera, avvia le operazioni di completamento e l'addestramento fino all'armistizio quando, il 10 settembre 1943, viene sciolto assieme alla Divisione Tridentina.
Ben presto però il 6º Alpini ritorna in vita, precisamente il 10 aprile 1946 a Merano, con la trasformazione del 4º Reggimento Alpini. Viene quindi inquadrato nella Brigata alpina "Tridentina" e trasferito a Brunico nel 1953 fino al 30 settembre 1975 . In questo periodo venne composto da tre battaglioni :   Bolzano con sede a Bressanone, Trento con sede a Monguelfo e Bassano con sede a San Candido;  nel 1975 viene nuovamente sciolto in seguito alla riorganizzazione ordinativa dell'Esercito Italiano, lasciando in consegna bandiera e tradizioni al battaglione alpini "Bassano" in San Candido.
Qui, nel gennaio del 1993, il 6º Alpini viene ricostituito ed ordinato su Battaglione "Bassano" e Compagnia Comando e Servizi Logistici. Nel marzo del 2002, con lo scioglimento della Brigata alpina "Tridentina", viene posto alle dirette dipendenze del Comando Truppe Alpine di Bolzano e, unitamente al personale proveniente dal disciolto 11º Reggimento Alpini, viene trasferito nella sede di Brunico dove assume l'ordinamento attuale. Dal 1º dicembre 2008 è posto alle dipendenze del Centro Addestramento Alpino di Aosta.
Le attività operative del 6°, dal dopoguerra, sono state quelle di supporto alle forze di polizia per ordine pubblico e controllo del territorio (terrorismo in Alto Adige negli anni 60/70, operazioni Vespri Siciliani, Forza Paris e  Santa Barbara (archiviato dall'url originale il 22 giugno 2014), Domino fino agli anni 90) oltre a quelle di soccorso alle popolazioni colpite da pubbliche calamità (da ultima l'alluvione del Piemonte nel 1994).
Tra il 2009 ed il 2011 il Sesto è stato il reparto pilota nelle attività di avvicinamento dei giovani alla vita militare: il progetto “Pianeta Difesa” comunemente soprannominato “mini-naia”.

## Il reggimento nel ventunesimo secolo

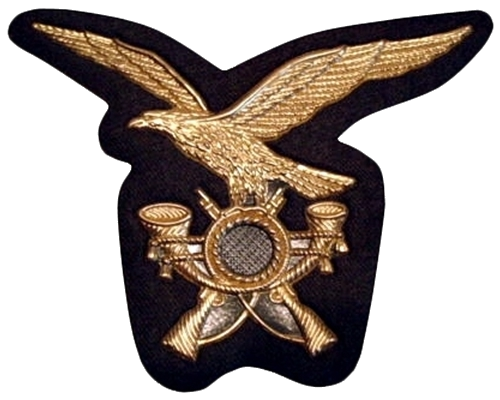
Fregio del Corpo degli Alpini

Il 6º Reggimento Alpini è un Reparto particolare: esso è l'Autorità Militare che, alle dipendenze del Centro Addestramento Alpino di Aosta, gestisce la cosiddetta “isola addestrativa Val Pusteria”, in Alto Adige, nell'ambito della quale un gran numero di Unità, provenienti da tutta Italia e non solo, si addestrano in ambiente montano sperimentandone le peculiari asperità in aderenza alle direttive del Comando Truppe Alpine di Bolzano.
Il reggimento, che inquadra il Battaglione alpini "Bassano" (62ª Compagnia fucilieri con sede a Brunico Caserma "Lugramani" e 74ª Compagnia istruttori presso il distaccamento in San Candido caserma "Cantore"), mette a disposizione poligoni ed aree attrezzate (ex-polveriere di Villabassa e di San Giorgio), una base aeroportuale per attività con elicotteri quale l'aerocampo di Dobbiaco, punti di appoggio con infrastrutture in quota come la casermetta di passo di Limo, di Plan de Corones e di passo Gola, tutte ubicate oltre i 2000 metri di quota. A Dobbiaco è presente un poligono di tiro permanente con linea fino a 300 metri, con 25 piazzole coperte per la linea a 100 e 200 metri, mentre attività di tiro in montagna ed esercitazioni a fuoco fino a livello plotone possono essere svolte presso il poligono occasionale di Ponticello in Val di Braies. Aree nelle quali unità FS forze speciali delle quattro forze armate svolgono attività addestrative e formative sia in periodo invernale che estivo.
Il reparto dispone di personale altamente qualificato abilitato istruttore di diverse discipline, sia per addestrare i reparti in approntamento al combattimento in boschi e nei centri abitati, per attività di controllo della folla, combattimento corpo a corpo, sia per ambientare alle attività sciistiche ed alpinistiche, quali attività propedeutiche all'impiego estero. Il personale istruttore di alpinismo e scialpinismo svolge abitualmente due corsi basici sciistici e due corsi basici alpinistici ogni anno, anche a favore del personale del COMFOSE e svolge anche attività di combattimento e movimento in montagna applicando in attività operativa le tecniche alpinistiche.
Quale supporto e concorso alla formazione nelle scuole primarie e secondarie della Pusteria, il reparto fornisce numerosi concorsi durante l'anno scolastico per attività di avvicinamento all'arrampicata, sia in palestra artificiale che, mentre in estate svolge degli stage di avvicinamento alla montagna in collaborazione con l'ANA facendo base presso la caserma Cantore.
Inoltre, il 6º Alpini contribuisce alla realizzazione di eventi sportivi di rilevanza internazionale e concorre, con personale ed infrastrutture, allo svolgimento dei tradizionali Campionati sciistici delle truppe alpine (Ca.STA). Nei vari comprensori della Pusteria promuove l'attività sciistica ed alpinistica di massa a favore di militari italiani e di numerosi paesi stranieri, incentivando alla frequentazione sicura della montagna in ambiente invernale ed estivo e formando il proprio personale specializzato da qualificare istruttore di sci ed alpinismo. Nell'ambito della frequentazione sicura della montagna si annovera anche l'attività di istruzione off road, infatti una parte del personale istruttore militare di scuola è qualificato anche istruttore di guida fuori strada. Gli istruttori insegnano le tecnica di condotta dei veicoli in terreni accidentati presso il circuito omologato costruito nell'area addestrativa di Villabassa, oltre che in altre aree dolomitiche prossime alle sedi del reparto. Sono impiegati veicoli militari nei corsi a favore del personale del reparto e di unità dell'Esercito Italiano che devono essere approntate per l'impiego all'estero. La preparazione alla guida fuori strada è svolta anche a favore di personale forza speciali (FS) e close protection team (CPT) di scorta a comandanti di contingente nelle missioni estere. Vengono anche svolti corsi a favore dei nuclei della protezione civile nazionale impiegando negli esercizi i veicoli in dotazione a loro.
A partire dal 2015 al 6º Alpini si è progressivamente formato, sia come personale che come infrastrutture, il centro addestramento terrestre (CAT) di 2º livello, cioè il sistema integrato di addestramento terrestre (SIAT) al di livello plotone per l'addestramento al combattimento delle unità in ambiente alpino, allestito presso l'area addestrativa di San Giorgio di Brunico. Sofisticati sistemi elettronici e digitali, sia applicati agli equipaggiamenti del soldato combattente che allestiti presso la sala operativa del SIAT, consentono di evidenziare le procedure di impiego del singolo, della squadra, fino al plotone, attraverso l'addestramento in scenari specifici secondo le esigenze di approntamento delle unità. La tecnologa consente un immediato ritorno addestrativo valutando le riprese delle azioni sia con telecamere ambientali che con combat camera portate dai combattenti durante l'azione. Un plotone della 62ª compagnia di stanza a Brunico, effettivo al dipendente Battaglione Bassano, svolge la funzione OPFOR (opposing force) in queste attività addestrative. Personale preparato appositamente ad attivare le unità addestrate secondo procedure adottate da forze convenzionali e non relative ai diversi scenari che possono essere predisposti. Questo plotone ha svolto esercitazioni di simulazione SIAT multinazionali in Germania presso la base NATO di Hohenfels nel settembre 2016 e maggio 2017 con risultati notevoli e riconosciuti per l'efficacia e la preparazione tecnico tattica dimostrata.
Di notevole impegno risultano essere le attività di soccorso piste ed il servizio Meteomont, con i quali il reggimento contribuisce ad incrementare la cornice di sicurezza di tutti i frequentatori della montagna, svolgendo anche attività di consulenza e rilevamento sugli eventi valanghivi. Dal dicembre 2015 presso la sede di San Candido è attivo un complesso minore dell'operazione su territorio nazionale denominata Strade Sicure. È alimentato da personale del Sesto e dipendente dal Comando di Piazza di Bolzano ed ha il compito di svolgere per il controllo del valico di confine di Versciaco.
A partire dal 1° blocco 2013 presso le sedi in Pusteria si svolge il modulo K, modulo addestrativo per tutti i VFP1 che svolgeranno servizio presso le Truppe Alpine. Dopo le prime attività di incorporamento presso i RAV (reclutamento addestramento volontari), il personale destinato alle diverse unità di manovra e di supporto del Comando Truppe Alpine svolgono al Sesto un intenso programma addestrativo della durata di 2 mesi che culmina con gli assalti di squadra. Il modulo K è condotto dal personale del Sesto su base delle compagnie del Battaglione Bassano con 4 turni annui e con il concorso da parte degli altri reggimenti alpini dei comandanti di plotone e squadra.
Infine, il 6º Alpini contribuisce alle missioni internazionali con personale di staff, di collegamento ed istruzione per le forze armate.

## Struttura storica del 6º Reggimento Alpini
- 1882: Battaglioni "Val d'Orco", "Val d'Aosta" e "Val Tagliamento".
- 1885: Battaglioni "Val Tagliamento", "Val Schio", "Monti Lessini" e "Val Brenta".
- 1886: Battaglioni "Verona", "Vicenza", "Bassano", "Pieve di Cadore", "Gemona" e "Feltre".
- 1887: Battaglioni "Verona", "Vicenza" e "Bassano".
- 1901: Inquadrato nel III Gruppo Alpini (dal 1910 III Brigata Alpina).
- 1915: In aggiunta ai tre Battaglioni regolari vengono mobilitati i Battaglioni M.M. e M.T. "Monte Baldo", "Sette Comuni", "Monte Berico", "Val d'Adige", "Val Leogra" e "Val Brenta".
- 1917: Si aggiunge il Battaglione Skiatori "Monte Pasubio" e viene sciolto il Battaglione "Val Leogra"
- 1919: Sciolti i battaglioni mobilitati, restano i Battaglioni "Verona", "Vicenza" e "Bassano". Viene ricostituito il Battaglione "Monte Baldo" per impiego di polizia in Alta Slesia (sciolto nel 1921).
- 1920: Si aggiunge il ricostituito Battaglione "Sette Comuni" (poi "Val d'Adige").
- 1921: Inquadrato nella 2ª Divisione Alpina con i Battaglioni "Val d'Adige" (poi "Trento"), "Trento" (poi "Morbegno"), "Edolo" e "Vestone".
- 1923: La divisione viene rinominata 2º Raggruppamento Alpini.
- 1926: Il raggruppamento viene rinominato 2ª Brigata Alpina. Il 6º Reggimento comprende i Battaglioni "Trento", "Edolo", "Verona" e "Vestone".
- 1934: Battaglioni "Trento", "Verona" e "Vestone".
- 1936: Inquadrato nella 2ª Divisione Alpina "Tridentina". Viene costituito il Battaglione "Trento II" (sciolto nel 1937) in sostituzione del Battaglione "Trento", ceduto all'11º Reggimento Alpini.
- 1937: Battaglioni "Verona" e "Vestone".
- 1939: In aggiunta ai due battaglioni regolari vengono mobilitati i Battaglioni "Val Chiese" e "Val d'Adige" (ambedue sciolti nel 1940).
- 1941: Battaglioni "Verona", "Vestone", il ricostituito "Val Chiese", il XVIII Battaglione Complementi  (sciolto nel 1942), il VI Battaglione di Marcia (sciolto nel 1943) ed il Battaglione "Monte Baldo" (poi trasferito al 175º Reggimento Alpini Costiero).
- 1943: Il Reggimento viene sciolto per eventi bellici.
- 1946: Il Reggimento viene ricostituito per ridenominazione del 4º Reggimento Alpini, sui Battaglioni "Bolzano", "Trento" ed "Edolo".
- 1951: Viene aggiunto il Battaglione Addestramento Reclute (già VI Battaglione del Centro Addestramento Reclute Alpino).
- 1956: Battaglioni "Bolzano" e "Trento".
- 1975: Il 6º Reggimento viene sciolto. Il Battaglione "Bolzano" passa in posizione quadro ed il "Trento" diventa autonomo. Le tradizioni del Reggimento vengono affidate al Battaglione "Bassano", inquadrato nella Brigata Alpina "Tridentina".
- 1993: Il 6º Reggimento viene riattivato, sul Battaglione "Bassano".

## Struttura attuale del 6º Reggimento Alpini
- Comando 6º Reggimento Alpini (Brunico)
  -  Compagnia Comando e Supporto Logistico (Brunico)
  -  Battaglione alpini "Bassano" (Brunico)
    -  62ª Compagnia Alpini (2ª Compagnia Addestrativa) "La Valanga" (Brunico)
    -  74ª Compagnia Istruttori (1ª Compagnia Addestrativa) "La Travolgente" (San Candido)

## Lo stemma araldico
- Scudo: 
  - D'argento allo scaglione d'azzurro, accompagnato in punta da tre monti all'italiana al naturale, aventi murati sui due di base uno scudetto d'argento alla croce d'azzurro ed uno scudetto d'argento alla croce d'oro, il tutto abbassato al capo d'oro, con il quartier franco d'azzurro al tridente d'oro di San Vladimiro.
- Ornamenti esterni:
  - Corona turrita che sormonta lo scudo, formata da un cerchio d'oro, rosso all'interno, con due cordonate a muro sui margini, sostenente otto torri (cinque visibili) di foggia rettangolare e dieci merli alla guelfa (quattro dei quali angolari), munite ciascuna di una porta e di una finestra, riunite da cortine di muro, ciascuna finestrata di uno, il tutto d'oro e murato di nero.
  - Lista bifida d'oro, svolazzante, collocata sotto la punta dello scudo, incurvata con la concavità rivolta verso l'alto, riportante di nero il motto "PIÚ SALGO PIÚ VALGO".
  - Onorificenza accollata alla punta dello scudo con l'insegna pendente al centro del nastro con i colori della stessa.
  - Nastri rappresentativi delle ricompense al valore, annodati nella parte centrale non visibile della corona turrita, scendenti svolazzanti in sbarra ed in banda dal punto predetto, passando dietro la parte superiore dello scudo.

Come nella maggior parte degli stemmi araldici dell'Esercito Italiano, gli elementi dello scudo sono evocativi della storia del reparto. I tre monti all'italiana sono infatti il simbolo convenzionale che identifica la partecipazione alla Prima Guerra Mondiale sul fronte alpino, il capo d'oro indica che il reparto è stato insignito di Medaglia d'Oro al Valor Militare ed evidenzia nel quartier franco la campagna per la quale la medaglia venne concessa, in questo caso con la rappresentazione del tridente di San Vladimiro, simbolo dell'Ucraina, che identifica convenzionalmente la partecipazione alla Seconda Guerra Mondiale sul fronte russo. Gli scudetti posizionati sui due monti rappresentano Conegliano (d'argento alla croce d'azzurro), prima sede del Reggimento (1882), e Brunico (d'argento alla croce d'oro), sede del Reggimento alla data della concessione dello stemma (17 aprile 1972).
La corona turrita, simbolo della Repubblica, è elemento comune a tutta l'araldica dell'Esercito Italiano dal 1987, andando a sostituire i precedenti trofei d'armi, specifici per ciascuna arma, corpo e specialità.
L'onorificenza rappresentata è l'Ordine Militare d'Italia, già Ordine Militare di Savoia, concesso nel 1920 a tutti i reggimenti di fanteria che presero parte alla Prima Guerra Mondiale.
I nastri corrispondono a quelli delle medaglie di cui il Reggimento è stato insignito.

## Insegne
Le mostrine del reggimento sono le fiamme a due punte di colore verde, tradizionali per tutti i reparti di fanteria alpina; alla base della mostrina si trova la stella argentata a 5 punte bordata di nero, simbolo delle forze armate italiane.

## Campagne di Guerra e fatti d'arme salienti
- Guerra d'Eritrea, 1887-88, con la 56ª compagnia
- Guerra italo-turca, 1911-12 e occupazione della Libia, con il battaglione "Verona"
  - Ettangi - Braskada
- Prima guerra mondiale, 1915-1918
  - 1915 Zugna-Cima Vezzena - Busa Verde-Zures
  - 1916 Monte Kulka - Vallagarina - Monte Pasubio - Cimon d'Arsiero - Monte Cauriol
  - 1917 Monte Ortigara - Bainsizza - Melette - Monte Tonderecar - Cima Caprile
  - 1918 Monte Corno - Cima d'Echele - Vittorio Veneto - Piave - Monte Cesen - Busche
- Campagna d'Africa Orientale, 1935-36, con il battaglione "Trento" (inserito nell'11º reggimento)
- Seconda guerra mondiale, 1940-43
  - Campagna di Albania, 1940-41
    - Morova - Senije - Slokalles - Pupatit - Kamjanit - Leskoviku

  - Campagna di Russia, 1942-43
    - Postojalyi - Scheljakino - Malakejewa - Arnautowo - Nikolajewka
- Guerra in Afghanistan, 2001-2021

## Onorificenze

### Medaglie d'Oro individuali al Valor Militare
- Ten. Giuseppe Baisi, Btg Vestone - 54 cp, Kotowkj (Russia) 1/9/1942 (alla memoria)[11]
- Ten. Cesare Battisti, Btg "Vicenza" - 2 cp di marcia, Monte Corno di Vallarsa 10/7/1916 (alla memoria)[12]
- Ten. Giovanni Cecchin, Btg "Sette Comuni" - 94 cp, Ortigara 10-19/6/1917 (alla memoria)[13]
- Sten. Eros Da Ros, Btg "Verona" - 56 cp, Nikolajewka (Russia) 26/1/1943 (alla memoria)[14]
- Asp. Giuseppe De Gol, Btg "Verona" - 56 cp, Corna Calda 14/11/1915 (alla memoria)[15]
- Ten. Federico Enrico, Btg "Bassano" - 62ª cp, Nevoselic (Albania), 30 novembre 1940[16]
- Ten. Gino Ferroni, Btg "Val Chiese" - Nikolajewka (Russia) 26/1/1943 (alla memoria)[17]
- Sten. Fabio Filzi, Btg "Vicenza" - 2 cp di marcia, Monte Corno di Vallarsa 10/7/1916 (alla memoria)[18]
- Cap. Alessandro Frugoni, Btg "Val Chiese" - Cp Comando, Nikolajewka (Russia) 26/1/1943 (alla memoria)[19]
- Sten. Serafino Gnutti, Btg "Val Chiese", Albania 21/1/1941 (alla memoria)[20]
- Ten. Astorre Lanari, Btg "Vestone" - 55 cp, Monte Koqkinit (Grecia) 20-21/11/1940 (alla memoria)[21]
- Serg Magg Marcello Piccoli, Btg "Verona", Postojali (Russia) 19/1/1943 (alla memoria)[22]
- Cle Roberto Sarfatti, Btg "Monte Baldo" -92 cp, Case Ruggi 28/1/1918 (alla memoria)[23]
- Col. Paolo Signorini, Comandante Reggimento, Medio Don agosto 1942 - febbraio 1943 (alla memoria)[24]
- Sten. Giovanni Tarchini, Btg "Vestone" - 54 cp, Kotowkj (Russia) 1/9/1942 (alla memoria)[25]
- Ten. Giuseppe Testolini, Btg "Val Brenta", Col della Berretta 28/11/1917 (alla memoria)[26]
- Ten. Luciano Zani, Btg "Val Chiese" -255 cp, Fronte russo novembre 1942 - febbraio 1943[27]

Ad essi si aggiungono altri quattro militari, già inquadrati nel reggimento, decorati per fatti successivi:
- Magg. Augusto De Cobelli, Btg. "L'Aquila", Gruppo di Combattimento "Legnano", Valle Idice, 23 marzo 1945 (alla memoria)[28]
- Cap. Sante Dorigo, XXIX Reparto d'Assalto, Zugna Torta, 23 maggio 1918 (alla memoria)[29]
- Ten. Col Giovanni Fincato, partigiano combattente, zona di Verona, settembre 1943 - 6 ottobre 1944 (alla memoria)[30]
- Alp. Alessandro Zannini, partigiano combattente, zona di Treviso, settembre 1943 - 30 aprile 1945 (alla memoria)[31]

## Comandanti
- Col. Nicola Heusch dal 1º novembre 1882 al 23 giugno 1884;
- Col. MAVM Angelo Fonio dal 24 giugno 1884 al 13 luglio 1887;
- Col. Mario Lamberti dal 14 luglio 1887 al 18 aprile 1891;
- Col. Giovanni Pollone dal 19 aprile 1891 al 12 agosto 1897;
- Col. Luigi Goletti dal 13 agosto 1897 al 10 ottobre 1897;
- Col. Francesco Somale dall'11 ottobre 1897 al 31 marzo 1899;
- Col. Enrico Comi dal 1º aprile 1899 al 16 gennaio 1904;
- Col. MAVM Tommaso Salsa dal 17 gennaio 1904 al 31 dicembre 1910;[32]
- Col. Angelo Fornaseri dal 1º gennaio 1911 al 31 dicembre 1914;
- Col. Ugo Porta dal 1º gennaio 1915 al 9 settembre 1915;[33]
- Col. Roberto Bassino dal 10 settembre 1915 al 6 marzo 1916;
- Col. MAVM Arnaldo Garelli dal 7 marzo 1916 al 2 gennaio 1917;

Dal 3 gennaio 1917 il 6º Reggimento Alpini, come reparto operativo, assume la denominazione di X gruppo alpini
- Non noto da 3 gennaio 1917 al 13 aprile 1917;
- Col. Bruno Salvioni dal 14 aprile 1917 al 30 ottobre 1917;
- Magg. Giovanni Campini dal 3 novembre 1917 al 17 novembre 1917;
- Col. Celestino Bes dal 18 novembre 1917 al 30 marzo 1921;[34]

Il X gruppo alpini viene disciolto il 30 marzo 1921, ed il 1º aprile 1921 si ricostituisce il 6º Reggimento Alpini
- Col. MAVM Alfredo Cantoni dal 1º aprile 1921 al 6 gennaio 1927;
- Col. MAVM Alberto Pariani dal 7 gennaio 1927 al 24 aprile 1927;
- Ten. Col. MOVM Giovanni Esposito dal 25 aprile 1927 all'8 giugno 1927;
- Col. Guido Della Bona dal 9 giugno 1927 al 14 gennaio 1931;
- Col. MAVM Aristide Salvalaglio dal 15 gennaio 1931 al 15 dicembre 1933;
- Col. MAVM Giovanni Varda dal 16 dicembre 1933 al 22 dicembre 1935;
- Col. MAVM Giuseppe Cremascoli dal 23 dicembre 1935 al 14 ottobre 1937;
- Col. MBVM Domenico Peroglio 15 ottobre 1937 al 31 ottobre 1939;
- Col MAVM Augusto Reteuna dal 1º novembre 1939 al 31 marzo 1942;
- Col. MOVM Paolo Signorini dal 1º aprile 1942 al 1º febbraio 1943;
- Ten. MBVM Col. Carlo Camin dal 1º febbraio 1943 al 3 giugno 1943;[34]
- Col. MAVM Edgardo Remotti dal 4 giugno 1943 all'8 settembre 1943.

A seguito degli eventi dell'armistizio il 6º reggimento alpini viene sciolto il 10 settembre 1943, e ricostituito il 16 aprile 1946
- Col. CGVM Guglielmo Simeoni dal 16 aprile 1946 al 12 agosto 1947;
- Col. MBVM Aldo Perin dal 13 agosto 1947 al 31 agosto 1948;
- Col. MOVM Adolfo Rivoir dal 1º settembre 1948 al 14 settembre 1949;
- Col. MBVM Alberto Prampolini dal 15 settembre 1949 al 31 ottobre 1950;
- Col. MAVM Antonio Scaramuzza De Marco dal 1º novembre 1950 al 31 ottobre 1951;
- Col. MBVM Giacomo Fatuzzo dal 1º novembre 1951 al 31 ottobre 1952;
- Col. MBVM Luigi Vismara dal 1º novembre 1952 al 20 novembre 1954;
- Col. MAVM Edoardo Tessitore dal 21 novembre 1954 al 4 novembre 1957;
- Col. MBVM Giuseppe Inaudi dal 5 marzo 1957 all'8 marzo 1958;
- Col. CGVM Gian Battista Lenuzza dal 9 marzo 1958 al 9 marzo 1959;
- Col. MBVM Silvio Steffensen dal 10 marzo 1959 al 9 marzo 1960;
- Col. Silio Barbi dal 10 marzo 1960 al 10 marzo 1962;
- Col. Luigi Clerico dall'11 marzo 1962 al 30 settembre 1963;
- Col. MBVM Giovanni Bernardinis dal 1º ottobre 1963 al 30 settembre 1965;
- Col. Giovanni Mervig dal 1º ottobre 1965 al 7 novembre 1967;
- Col. MBVM Enrico Casella dall'8 novembre 1967 al 7 novembre 1968;
- Col. Mario Parisio dall'8 novembre 1968 al 9 gennaio 1970;
- Col. Pier Emilio Lucio dal 10 gennaio 1970 all'8 gennaio 1971;
- Col. Roberto Roselli dal 9 gennaio 1971 al 20 settembre 1972;
- Col. Raffaele Carlesimo dal 21 settembre 1972 al 19 settembre 1973;
- Col. Dario Gabutti dal 20 settembre 1973 al 30 settembre 1975.

Il 30 settembre 1975 il 6º Reggimento Alpini viene sciolto a seguito riforma organica delle Forze Armate e la custodia della bandiera di guerra passa al Battaglione Alpini Bassano.
- Ten.Col. Luciano Dalceggio dal 1º ottobre 1975 al 31 agosto 1976;
- Ten.Col. Paolo Langella dal 1º settembre 1976 al 5 settembre 1978;
- Ten.Col. Maurilio Manfredi dal 6 settembre 1978 al 25 settembre 1979;
- Ten.Col. Gian Carlo Carlotto dal 26 settembre 1979 al 25 settembre 1980;
- Ten.Col. Luigi Fontana dal 26 settembre 1980 al 19 agosto 1982;
- Ten.Col. Luigi Magnani dal 20 settembre 1982 al 6 agosto 1984;
- Ten.Col. Franco Cagnasso dal 7 agosto 1984 al 6 agosto 1985;
- Ten.Col. Bruno Job dal 7 agosto 1985 all'8 maggio 1987;
- Ten.Col. Carlo Vanzo dal 9 maggio 1987 al 24 agosto 1989;
- Ten.Col. Claudio Magris dal 25 agosto 1989 al 31 agosto 1990;
- Ten.Col. Biagio Abrate dal 1º settembre 1990 al 13 gennaio 1992;
- Ten.Col. Diego Gon dal 14 gennaio 1992 al 14 gennaio 1993.

Dal 15 gennaio 1993 il 6º Reggimento alpini viene ricostituito.
- Col. Bruno Petti dal 15 gennaio 1993 al 9 agosto 1994;
- Col. Francesco Francavilla dal 10 agosto 1994 al 3 agosto 1995;
- Col. Santo Chichi dal 4 agosto 1995 al 25 luglio 1996;
- Col. Alberto Primicerj dal 26 luglio 1996 al 24 luglio 1997;
- Col. Roberto Filipazzi dal 25 luglio 1997 al 28 agosto 1998;
- Col. Maurizio Ruffo dal 29 agosto 1998 al 15 settembre 1999;
- Col. Manlio Silvestri dal 16 settembre 1999 al 23 novembre 1999;
- Magg. Paolo Fedele dal 24 novembre 1999 al 17 febbraio 2000;
- Col. Manlio Silvestri dal 18 febbraio 2000 al 12 marzo 2001;
- Magg. Paolo Fedele dal 13 marzo 2001 al 18 ottobre 2001;
- Magg. Alessandro Vollono dal 19 ottobre 2001 al 17 marzo 2002
- Ten. Col. Enrico Gallizia dal 18 marzo 2002 al 5 settembre 2002
- Col. Carlo Calenco dal 6 settembre 2002 al 25 novembre 2004;
- Col. Marco Ferraris dal 26 novembre 2004 al 20 settembre 2007;
- Col. Massimo Gianni Poli dal 21 settembre 2007 al 12 novembre 2009;
- Col. Alessandro Pinelli dal 13 novembre 2009 al 22 settembre 2011;
- Col. Rossi Luigi dal 23 settembre 2011 al 25 settembre 2014;
- Col. Gianpaolo Romoli dal 26 settembre 2014 al 15 giugno 2017;
- Col. Cristiano Masciulli dal 16 giugno 2017 al 6 dicembre 2018;
- Col. Massimo Comelli dal 7 dicembre 2018 al 19 novembre 2020;
- Col. Italo Giacomo Spini dal 20 novembre 2020 al 20 ottobre 2022
- Col. Alessandro Nossen dal 21 ottobre 2022 al 20 luglio 2023.
- Col. Massimo Umberto DAVES dal 21 luglio 2023 (attualmente in carica)

## Sottufficiali di Corpo
- 1° Mar. Lgt. Manlio Mastrone dal 22 settembre 2009 al 30 settembre 2012
- Lgt. Salvatore Consalvo dal 1º ottobre 2012 al 12 marzo 2017
- 1° Lgt. Giuseppe Colagrande dal 13 marzo 2017 all'11 gennaio 2022
- 1° Lgt. Paolo De Francesco dal 1º febbraio 2022 all'8 aprile 2024.
- 1° Lgt. Salvatore Di Guido dal 9 aprile 2024

## Sedi
- 1882-1887 Conegliano;
- 1887-1921 Verona;
- 1921-1935 Bressanone;
- 1935-1943 Vipiteno;
- 1946-1953 Merano;
- 1953-1975 Brunico;
- 1975-2002 San Candido;
- dal 2002 Brunico.

## Cittadinanze onorarie
Inoltre, il 6º Alpini è insignito della cittadinanza onoraria del comune di Conegliano, città ove ebbe i natali, del comune di Verona, dove il reggimento ebbe sede per lunghi anni reclutando migliaia di alpini veronesi e del comune di Asolo, per il forte legame da sempre esistente, la città e il territorio hanno dato un numero importante di reclute e al quale apparteneva il Tenente Giuseppe Testolini M.O.V.M.

## Persone legate al reggimento
- Leonardo Caprioli
- Cesare Battisti
- Pietro Cella
- Alberto Pariani
- Tito Zaniboni[senza fonte]
- Mario Rigoni Stern
- Nelson Cenci
- Walter Bonatti
- Riccardo Bucci[35]